# Yaodong
Yaodong – rodzaj wydrążonej, mieszkalnej jamy, często spotykanej na zachodzie Chin, szczególnie na lessowych terenach prowincji Shanxi, Shaanxi i w regionie autonomicznym Ningxia.
Yaodongi są zwykle drążone w stromych, lessowych zboczach. Jeżeli brak wyraźnej stromizny, budowniczowie ścinają zbocze. Na równym terenie kopie się specjalne prostokątne zagłębienia stanowiące później dziedziniec typu siheyuan, a od ich ścian odchodzą poszczególne yaodongi. Typowa jama mieszkalna ma podłużny, prostokątny kształt o szerokości 3–4 m oraz kolebkowe sklepienie o wysokości do 3 m. Przestrzeń wejściową przegradza się murem z oknem i drzwiami. Ściany są bielone wapnem.
Yaodong jest podzielony zwykle na trzy sekcje: kuchenną, sypialną i magazynową. W części sypialnej stawia się kang, choć dzięki izolacji termicznej jaką zapewnia gruba warstwa ziemi, zimą nie potrzeba wiele opału do ogrzewania. Latem yaodong zapewnia chłód.

## Historia
Yaodongi są bardziej, niż inne rodzaje domostw, niebezpieczne w czasie trzęsień ziemi. Tysiące takich grot zawaliło się w 1556 r. podczas trzęsienia ziemi w prow. Shaanxi.
Do historii Chin przeszły yaodongi z Yan’anu, po zakończeniu Długiego Marszu zamieszkiwane w latach 1935-1948 przez Mao Zedonga, i innych członków KPCh. W yaodong mieszkał również Xi Jinping, obecny przywódca Chin.